# Främmestad
Främmestad är en tätort i Essunga kommun och kyrkbyn i Främmestads socken i Västergötland.

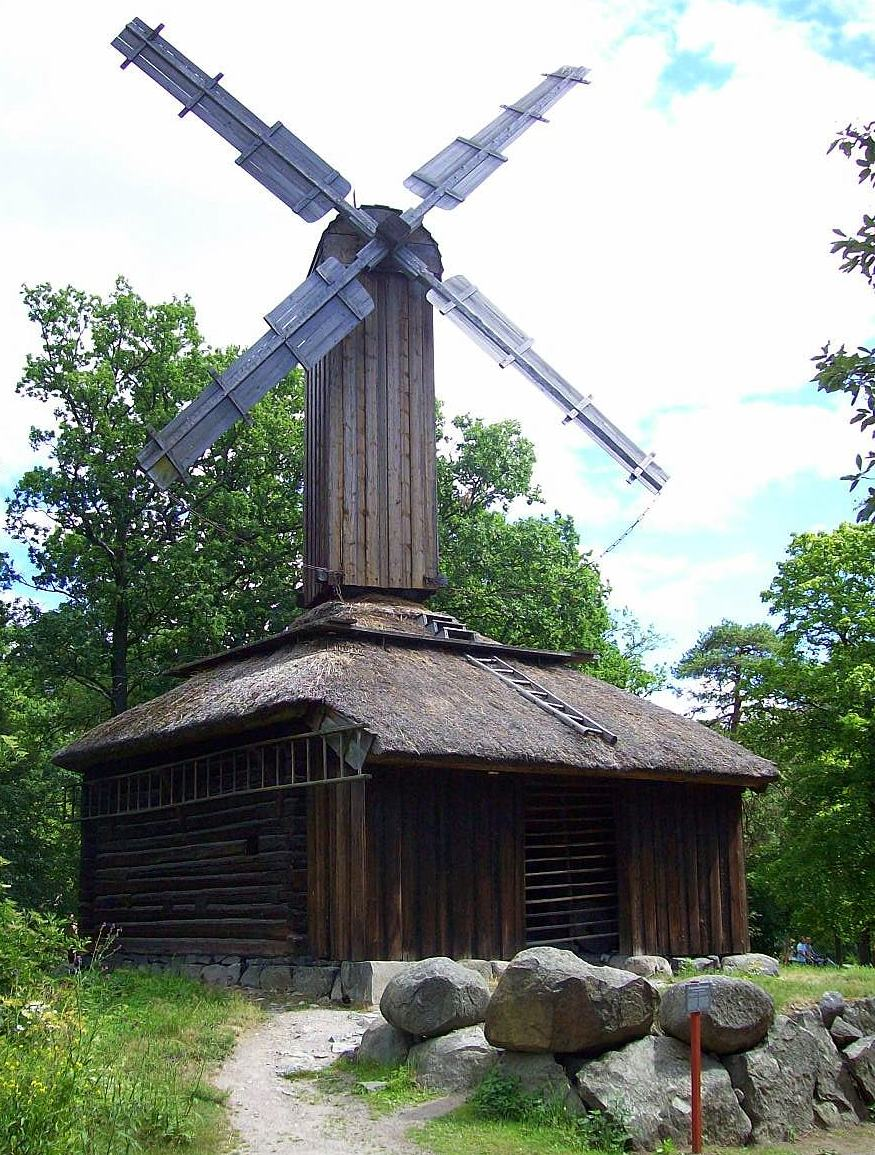
Kvarn från Främmestads socken i Västergötland (Skansen)

I Främmestad finns Främmestads kyrka. Främmestads kvarn står på Skansen i Stockholm sedan år 1900.
1915 invigdes Främmestads järnvägsstation på den smalspåriga Trollhättan-Nossebro Järnväg, i drift till 1968. Kring stationen växte tätorten upp.

## Främmestads gods
Främmestads herrgård ligger vid Nossans vänstra strand.
Främmestad är en mycket gammal sätesgård känd sedan 1300-talet, som efter 1468 ägdes genom flera led av släkten Tre Rosor. Därefter bytte gården ofta ägare och tillhörde bland annat ätterna Oxenstierna och Alströmer. 1821 såldes den till kung Karl XIV Johan och 1845 av kung Oscar I till friherre Fredrik Hierta. Denne lät 1872 uppföra en ny huvudbyggnad, en tvåvåningsbyggnad i sten.. Denna nya huvudbyggnad brändes dock ner i mitten på 1960-talet, under överinseende av brandkåren. År 1889 avled friherre Hierta och egendomen ägdes sedan fram till 1912 av hans änka. Därefter övertogs godset av Fredrik Hiertas brorson, friherre Per G. A. Hierta. Denne innehade gården till 1924. På 1920- och 30-talet frånsåldes de flesta utgårdar, torp och skogar. År 1946 såldes Främmestad ur släkten av Per Hiertas arvingar; friherrinnan Sigrid Hierta född Rudbeck med barn.

## Befolkningsutveckling
| Befolkningsutvecklingen i Främmestad 1980–2020 | Befolkningsutvecklingen i Främmestad 1980–2020 | Befolkningsutvecklingen i Främmestad 1980–2020 | Befolkningsutvecklingen i Främmestad 1980–2020 | Befolkningsutvecklingen i Främmestad 1980–2020 |
| ---------------------------------------------- | ---------------------------------------------- | ---------------------------------------------- | ---------------------------------------------- | ---------------------------------------------- |
|                                                |                                                |                                                |                                                |                                                |
| År                                             |                                                |                                                | Folkmängd                                      | Areal (ha)                                     |
| 1980                                           | 1980                                           |                                                | 288                                            |                                                |
| 1990                                           | 1990                                           |                                                | 401                                            | 46                                             |
| 1995                                           | 1995                                           |                                                | 405                                            | 51                                             |
| 2000                                           | 2000                                           |                                                | 411                                            | 51                                             |
| 2005                                           | 2005                                           |                                                | 419                                            | 51                                             |
| 2010                                           | 2010                                           |                                                | 393                                            | 51                                             |
| 2015                                           | 2015                                           |                                                | 391                                            | 69                                             |
| 2020                                           | 2020                                           |                                                | 371                                            | 71                                             |
| Anm.: Ny tätort 1980                           |                                                |                                                |                                                |                                                |